# 112 (экстренный номер)
112 — единый номер вызова экстренных оперативных служб, основанный по инициативе Европейского союза в 1991 году. Действует в странах СНГ и Европы, на территории Российской Федерации, а также в Исландии, Норвегии, Швейцарии, княжестве Лихтенштейн и других. Предназначен для обеспечения оказания экстренной помощи населению при угрозах жизни и здоровью, для уменьшения материального ущерба при несчастных случаях, авариях, пожарах, нарушениях общественного порядка и других происшествиях и чрезвычайных ситуациях, а также для информационного обеспечения единых дежурно-диспетчерских служб (ЕДДС) муниципальных образований. Прообразом Системы «112» является единый номер вызова экстренных служб США «911», который работает с 16 февраля 1968 года.
Обратиться в службу «112» можно бесплатно и круглосуточно с любого мобильного или стационарного телефона. Среднее время ответа оператора по государствам Евросоюза составляет 8 с. В большинстве стран общение возможно на английском языке. В некоторых популярных для российских туристов странах, например Турции, Грузии, Эстонии и других, общение с оператором возможно на русском языке.
Для информирования населения, в странах, которые используют номер «112», при пересечении внешних и внутренних границ каждый абонент в качестве приветствия получает сообщение с указанием единого номера, по которому следует обращаться при экстренной ситуации. Звонок в систему доступен при отрицательном балансе и даже при отсутствии сим-карты.
С 2009 году в странах Европы ежегодно 11 февраля отмечают «День телефона спасения 112» (11-е число 2-го месяца). Во многих странах в этот день проводят мероприятия, посвящённые номеру «112», как символу помощи и поддержки в экстренных ситуациях.

## История

### В Северной Америке

Номера телефонов экстренных служб:
112
911
112 и 911
Другой номер или нет перенаправления

В 1957 году в США впервые заговорили о создании универсального номера экстренной помощи: эту идею предложила Национальная ассоциация пожарных. Уже в 1968 году Федеральная комиссия по связи поручила компании AT&T разработать единый телефонный номер, с помощью которого можно вызвать пожарные, полицейские и медицинские службы. Так, в алабамском городе Хэливилл 16 февраля 1968 года начал работать универсальный номер «911». По этому номеру местное население могло обратиться в любую систему общественной безопасности. Этот номер стал прообразом «Системы-112», которая позднее появилась в Евросоюзе. Первые улучшенные аппаратно-программные комплексы служб «Е911» — Enhanced 911, появились в Штатах в конце 1980 годов. В этих комплексах ввели маршрутизацию вызовов, ведение компьютерной базы данных и цифровой обмен данными по сети связи. Впервые вся обработка информации начала производиться на компьютере — стали автоматически определяться номер абонента и его местонахождение. В 1996 году Федеральной комиссией по связи была принята Директива Е911, в которой были установлены жёсткие требования относительно экстренной помощи абонентам сетей сотовой подвижной связи. В среднем в сутки на номер «911» приходится около 300 тысяч вызовов, в год — более 100 миллионов. Помимо номера «911», в штатах также существуют свои номера вызова различных служб.
В Канаде единый универсальный номер для экстренной помощи «999» начали использовать в 1959 году, а в 1972 году перешли на «911».

### В Европе

Европейский логотип «Системы-112», 2016 год

На территории Евросоюза в разных странах изначально действовали различные единые номера для вызова экстренных оперативных служб в чрезвычайных ситуациях. Первой страной, которая ввела подобный номер была Великобритания. 10 ноября 1935 года на Уимпоул-стрит произошёл пожар, в котором погибли пять женщин. Соседи пытались вызвать пожарных через оператора телефонной станции, но их вызов поставили в общую очередь, в результате чего пожарная служба приехала слишком поздно. После этого случая в стране задумались о создании единого номера для вызова экстренных служб. 1 июля 1937 года в Лондоне ввели номер «999», который объединил скорую помощь, пожарную службу и полицию. По этому номеру можно было обращаться в том случае, если была реальная угроза жизням людей, или происходила ситуация, которая требовала немедленного вмешательства сотрудников экстренных служб. В Шотландии подобный номер ввели в 1938 году в Глазго. В Бельгии для экстренных ситуаций в период с 1959 по 1987 годы использовали номер «900», который заменили номером «100».
Первый единый для всех стран Европы номер вызова службы спасения и экстренной помощи «112» появился инициативе Швеции в 1991 году. Решением Евросоюза от 29 июля 1991 года этот номер был официально признан на всей территории Европейского сообщества. В документе также содержались основные требования к единому номеру, которые были дополнены Директивой от 26 февраля 1998 года. При этом в Швеции в 1982 году уже был основан Первый Коммуникационный Центр Аварийного Реагирования «CoordCom» в Центре Чрезвычайных Ситуаций, к 1985 году прошёл все испытания и начал свою работу. Основной особенностью шведской службы является то, что поступившее обращение обрабатывают одновременно два оператора, которые имеют полномочия управлять всеми средствами быстрого реагирования. Основной Центр приёма и обработки вызовов находится в Стокгольме, остальные 17 вспомогательных расположены в разных округах по всей стране. В Румынии каждый Центр обработки вызовов отвечает за определённую территорию, которая включает несколько уездов. Словакия имеет восемь краёв, в каждом из которых работает свой Центр аварийного реагирования.

#### В Турции

Логотип Системы «112» в Турции, 2021 год

В 2012 году по номеру «112» на территории Турции можно было вызвать только скорую помощь. Однако, в Анталье и Ыспарте по этому номеру уже можно было вызвать любую экстренную службу. По телефону можно было обратиться как на турецком, так и на немецком, русском, арабском и английском языках. В Едином центре экстренных вызовов «112» в Анталье работало 30 операторов, которые принимали 5-6 тысяч звонков зимой и более 10 тысяч летом — во время туристического сезона.
В августе 2020 года глава МВД сообщил, что к июню 2021 года все провинции Турции должны полностью перейти на единый номер «112». Номера экстренных служб были объединены в единый номер «112» по всем регионам Турции к 30 июня 2021 года. В стране также запустили приложения «Ответ на звонки на иностранном языке», «Возможности для видеообращения слабослышащих с помощью языка жестов» и «Электронный вызов». За 2021 год единый номер «112» принял 91 миллион вызовов, из которых около 74 тысяч — на английском, немецком, арабском и русском языках.

#### В Грузии
24 ноября 2011 года вышел Закон «О создании юридического лица публичного права Министерства внутренних дел Грузии — „112“», в котором были описаны основные цели и направление деятельности единого номера. Этот документ также регулировал создание Центра оперативного управления неотложной помощи «112». Позднее, в 2012 году единый номер экстренных вызовов запустили в работу. Он объединил скорую помощь, полицию и пожарную службы.
В начале работы на номер «112» приходило много «пустых» звонков. Например, в период с 2012 по 2014 год в службу поступило 32 миллиона 800 тысяч звонков, из которых только семь миллионов действительно нуждались в помощи. Поэтому с 2014 года в отношении «пустых» звонков ужесточили санкции и штрафы. В 2015 году в службу поступило более 75 тысяч звонков, а в 2021 — 4 718 588 вызовов.
Сотрудники отвечают на вызовы круглосуточно и следят за безопасностью онлайн через камеры видеонаблюдения, которые установлены во многих городах. Главные центры управления чрезвычайными ситуациями расположены в Тбилиси и Рустави. Служба работает на всей территории страны. Дозвониться по номеру можно с отрицательным балансом и без SIM-карты. Услуга официально бесплатная, однако каждый месяц с абонентов мобильной и стационарной связи списывается налог. С 2012 по 2019 год оплата единой службы для физических лиц составляла 0,2 лари, для юридических — 0,5 лари. С января 2020 года для физических и юридических лиц плата составляет 0,4 лари. При этом от уплаты налога освобождаются члены семьи, которые зафиксированы в базе социально незащищённых семей и рейтинговый балл которых превышает 70 тысяч.
В ноябре 2016 года на территории страны заработало мобильное приложение «112», через которое можно бесплатно связаться с оператором экстренной службы с помощью СМС, звонка или «тайного» оповещения SOS. Приложение доступно на трёх языках — грузинском, русском и английском. Если позвонивший не знает свои координаты, то приложение может определить локацию с помощью GPS.
В период пандемии COVID-19 для оперативного оказания экстренной помощи единый номер разделили на три канала:
- 112 — скорая медицинская помощь;
- 112 1 — полиция и пожарно-спасательная служба;
- 112-2 — COVID-19.

В мае 2022 года в Центре управления «112» внедрили международные стандарты ISO 9001:2015 и ISO 21001:2018, которые направлены на повышение качества обслуживания и создание более эффективной системы мониторинга.

#### В России
Единый номер службы экстренного реагирования в чрезвычайных ситуациях начали создавать с середины 1990-х годов. В 1998 году был разработан пакет документов, который способствовал созданию единых дежурно-диспетчерских служб городов и районов. В том же году Российская Федерация совместно со странами Европейского союза подписала телекоммуникационное соглашение, в котором единым номером экстренного вызова был выбран «112». В 2004 году вышло постановление Правительства РФ № 894 от 31 декабря «Об утверждении перечня экстренных оперативных служб, вызов которых круглосуточно и бесплатно обязан обеспечить оператор связи пользователю услугами связи, и о назначении единого номера вызова экстренных оперативных служб». Согласно документу, на территории России единый номер должен был функционировать во всех регионах уже с 2008 года. Но при внедрении системы возникли определённые трудности, поэтому введение по регионам номера «112» произошло на несколько лет позже.
В 2011 году в ноябре было принято Постановление правительства Российской Федерации «О системе обеспечения вызова экстренных оперативных служб по единому номеру „112“». В нём содержались основные принципы создания и обеспечения единой экстренной линии, а также обозначены сроки введения данной службы на территории всей страны. К середине 2012 года единственным регионом России, в котором система начала свою работу и прошла государственные испытания и экспертизу ФГБУ «Всероссийского НИИ по проблемам гражданской обороны и чрезвычайных ситуаций» — была Курская область. С целью ускорения работ по внедрению единого номера «112» на территории страны в июле 2012 года правительство внесло в Государственную Думу законопроект о едином телефонном номере «112» для вызова экстренных служб. В 2013 году Постановлением Правительства РФ № 223 от 16 марта была утверждена Федеральная целевая программа «Создание системы обеспечения вызова экстренных оперативных служб по единому номеру „112“ в Российской Федерации на 2013—2017 годы». Номер «112» в течение трёх лет должны были официально ввести в качестве единого номера вызова экстренных оперативных служб во всех регионах.
С 2013 года номер «112» утверждён в качестве единого номера вызова экстренных оперативных служб для приёма сообщений о пожарах и чрезвычайных ситуациях в телефонных сетях местной телефонной связи. В ноябре 2013 года в Республике Татарстан проведены государственные испытания «Системы-112». Результаты испытаний признаны положительными, и номер «112» РТ первым в России принят в эксплуатацию. В декабре 2013 года «Система-112» Курской области прошла последний третий этап государственных испытаний и принята в постоянную эксплуатацию. В Республике Дагестан в 2012 году Постановлением Правительства РД от 21 мая № 175 был утверждён «План организационно-технических мероприятий по созданию на территории Республики Дагестан системы обеспечения вызова экстренных оперативных служб по единому номеру „112“» и основана рабочая группа для координации работ по созданию «Системы — 112». В сентябре 2015 года в рамках программы «Подготовка персонала дежурно-диспетчерских служб в рамках функционирования системы обеспечения вызова экстренных оперативных служб по единому номеру „112“» прошли обучение первые сотрудники единого номера.
В соответствии с нормативно-правовыми документами РФ, «112» объединяет единые дежурно-диспетчерские службы муниципальных образований, Межрайонные Ситуационные Центры (МСЦ), Региональные Ситуационные Центры (РСЦ) и дежурно-диспетчерские службы (ДДС) пожарной охраны, службу реагирования в чрезвычайных ситуациях, полицию, скорую медицинскую помощь, аварийную газовую службу и «антитеррор».
Согласно Распоряжению Правительства РФ от 25 августа 2008 года N 1240-р «О Концепции создания системы обеспечения вызова экстренных оперативных служб через единый номер „112“ на базе единых дежурно-диспетчерских служб муниципальных образований» основными целями создания службы «112» в России являются:
- быстрое реагирование и лучшее взаимодействие между экстренными службами при вызовах населения;
- создание удобного вызова экстренных оперативных и дежурных служб по принципу «одного окна» — позвонившему не нужно думать, в какую службу и по какому номеру обратиться в первую очередь при возникновении экстренной ситуации, он может позвонить по единому номеру, оператор сам перенаправит вызов в необходимые службы;
- уменьшение социально-экономического ущерба вследствие происшествий и чрезвычайных ситуаций;
- гармонизация способа вызова экстренных оперативных служб с законодательством Европейского союза.

## Общие положения
Основные требования, предъявляемые к единому номеру «112»:
- бесплатность. Все страны обязаны обеспечить доступность и бесплатность единого номера с с любого устройства, будь то мобильный телефон или телефон-автомат;
- отсутствие дискриминации. Независимо от того, в какой стране и по какому номеру обращаются в экстренную службу (по короткому 01, 02 или длинному, единому или определённому для этой страны), все поступившие звонки должны быть быстро приняты и обработаны;
- местоположение абонента. Все экстренные и аварийные службы, которые подключены к «Системе-112», должны иметь возможность установить местоположение человека, который обратился за помощью;
- информирование. Все государства обязаны информировать своё население, а также прибывающих иностранцев, о существовании единого номера «112», которым можно воспользоваться в чрезвычайных ситуациях и любых обстоятельствах, в которых можно воспользоваться данной службой[46].

Несмотря на общие правила, в каждой стране Европы есть свои особенности работы единого номера и реагирования экстренных служб. Например, могут быть разные временные промежутки ответа на вызов, и понимание того, какие случаи являются экстренными и требуют немедленного реагирования, а какие необходимо перевести в другие ведомства. Так, в Чехии, Испании, Великобритании оператор должен ответить на входящий вызов в течение 20 с, в Нидерландах и Финляндии — 10 с. Однако, среднее время ответа по государствам Европы составляет 8 с. Практически во всех государствах за помощью можно обратиться на английском языке. В популярных для российских туристов странах, таких как Польша, Чехия, Эстония, Латвия, Литва, Словакия, Румыния, Турция и Финляндия возможно общение на русском. Во многих странах, в том числе и в России, разговор по номеру 112 возможен при отсутствии SIM-карты и заблокированном телефоне. Исключения (из-за частых ложных вызовов) составляют: Германия, Бельгия и некоторые регионы Италии, Румынии, Швейцарии, Великобритании и Кипра. «112» работает круглосуточно и находится в режиме постоянной готовности к организации быстрого реагирования на вызовы и сообщения о происшествиях. Приём и обработка звонков производится в специальных центрах обработки вызовов, в которых применяются современные средства автоматизации процессов.

Обработка вызова включает диалог с заявителем; анализ и передачу данных о происшествии, если необходимо — перенаправление вызова в соответствующую дежурно-диспетчерскую службу экстренных оперативных служб; наблюдение за реагированием на вызов; ввод информации в базу данных; уточнение, информирование и корректировка действий привлечённых служб; ввод в систему данных о выполнении и окончании действий по экстренному реагированию на принятый вызов. Когда вызов поступает оператору, на компьютере загорается значок красного цвета, когда сообщение передано экстренным службам — зелёного. Если служба отреагировала на вызов, цвет становится малиновым, а когда работа завершена — белым.

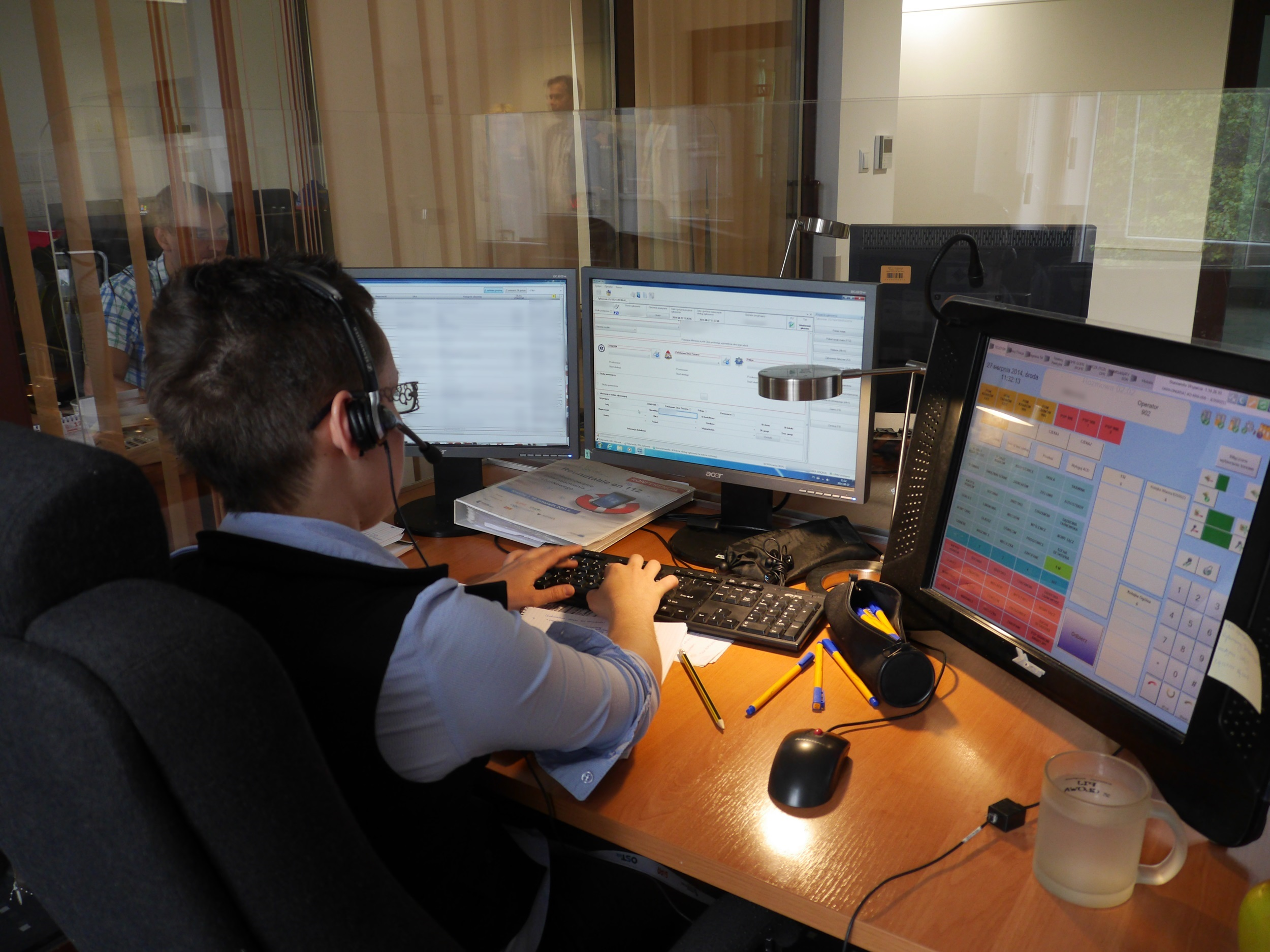
Оператор единого номера, 2014 год

Когда в службу поступает звонок, система автоматически генерирует ситуационную карточку, в которую автоматически попадают данные абонента — номер телефона и основные данные владельца. Другую необходимую информацию в карточку вносит оператор. Каждое обращение фиксируется в системе, что позволяет полностью контролировать выполнение запроса, даёт полную картину происшествия и упрощает взаимодействие между экстренными службами реагирования. Все звонки по всем происшествиям ко всем спецслужбам по номеру «112» попадают в общее пространство хранения, что значительно ускоряет обработку информации. Оператор самостоятельно определяет какие силы и средства нужно задействовать для реагирования на экстренную ситуацию, заполняет ситуационную карточку и направляет её в нужные службы. Ситуационная карточка имеет единую для всех дежурно-диспетчерских служб (ДДС) унифицированную часть (первичные или основные данные) и специфическую часть для каждой экстренной оперативной службы. Информационная карточка находится в единой базе данных «Системы-112» и доступна всем ДДС, которые участвуют в экстренном реагировании. Унифицированная часть содержит служебную информацию, автоматические сведения о телефоне, с которого поступил вызов, данные о место происшествия и информацию о самом происшествии. Специфическая часть карточки отражает информацию, которая важна для той службы, в которую будет направлен вызов, например в полицию, скорую помощь и так далее. Каждая ДДС может изменять свою специфическую часть карточки. Диспетчер этой службы получает от оператора «112» карточку с первично введёнными данными и продолжает заполнение по своей части, исходя из специфики работы службы.
Распределение вызовов происходит следующим образом: звонок поступает оператору «112» в центр обработки вызовов (ЦОВ) или единую дежурно-диспетчерскую службу (ЕДДС) в зависимости от расположения абонента. Если в местной ЕДДС все операторы заняты, то вызов автоматически направляется на оператора резервного ЦОВ (резервного ЦОВ). Если в момент поступления звонка свободны несколько операторов, система распределяет вызов автоматически, исходя из общей загрузки каждого оператора с начала смены. Если звонок прерывается диспетчер обязан перезвонить абоненту. Если до абонента по какой-либо причине невозможно дозвониться и продолжить разговор, оператор действует, исходя из уже полученной информации.
Сроки совершения процедур
| №  | Временной показатель | Значение                       |
| -- | --- | ------------------------------ |
| 1  | Время ответа на звонок оператором «112» | не более 8 с                   |
| 2  | Время опроса звонящего или идентификации ситуации оператором «112» | не более 75 с                  |
| 3  | Время ожидания сервисом IVR действий абонента | 20 с                           |
| 4  | Время оказания оператором «112» консультативных услуг абоненту (будет уточняться по результатам разработки требований к системе консультативного обслуживания населения) | не более 3 мин                 |
| 5  | Время оповещения соответствующих ДДС экстренных оперативных служб о происшествии                                                                                         | не более 60 с                  |
| 6  | Время подтверждения получения заполненной информационной карточки и переадресованного вызова диспетчером ДДС                                                             | не более 4 с                   |
| 7  | Время подтверждения диспетчером ДДС соответствия поступившего вызова зоне ответственности данной ДДС                                                                     | не более 30 с                  |
| 8  | Время осуществления обратного дозвона оператором «112» (набор номера абонента)                                                                                           | не более 10 с                  |
| 9  | Время ожидания оператором «112» ответа абонента при обратном дозвоне | не менее 30 с и не более 1 мин |
| 10 | Среднее время оказания услуг психологической поддержки в «112» | 10 мин                         |
| 11 | Время ответа на звонок переводчиком и психологом «112», если они не входят в штатное расписание                                                                          | не более 20 с                  |
| 12 | Снятие вызова с контроля диспетчерским персоналом ЕДДС после завершения реагирования всеми ДДС                                                                           | не более 5 мин                 |
| 13 | Время хранения информации о поступившем вызове (информационная карточка, аудиозапись)                                                                                    | не менее 3 лет                 |

Компоненты Системы-112
- Телекоммуникационная подсистема предназначена для приёма и обработки вызовов, поступающих в единую службу и их передачи в соответствующие дежурно-диспетчерские службы;
- Информационно-коммуникационная подсистема, обрабатывающая информацию о полученных вызовах и обеспечивающая получение информации из архива в оперативном режиме;
- Подсистема консультативного обслуживания населения предназначена для оказания информационно-справочной помощи по вопросам обеспечения безопасности жизнедеятельности (в том числе через Интернет);
- Геоинформационная подсистема, обеспечивающая отображение на электронной карте различные характеристики территории, а также место происшествия;
- Подсистема мониторинга предназначена для приёма и обработки информации и сигналов от датчиков на контролируемых стационарных и подвижных объектах;
- Подсистема обеспечения информационной безопасности предназначена для защиты информации и средств её обработки в «Системе-112»[53].

### Основные преимущества
Психологические
- Номер легко запомнить и вспомнить в момент возникновения ЧС. Абоненту не нужно думать в какую службу и по какому номеру обращаться — необходимые в каждой ситуации службы выбирает и оповещает сам оператор;
- Каждый звонок записывается в системе и не остаётся без внимания, все действия, которые принимаются для разрешения ситуации, фиксируются в системе;
- При необходимости к разговору оператора с абонентом может подключится психолог или другой специалист, который поможет человеку в критической ситуации[54].

Экономические
- «Система-112» максимально автоматизирована, что помогает оператору быстро ориентироваться и отправлять необходимую помощь пострадавшему;
- Около 70 % вызовов, которые поступают в экстренные службы, являются ложными или справочными. Операторы номера «112» принимают такие звонки, что экономит время диспетчерам профильных экстренных служб[55].

Административные
- Полное документирование всех этапов обработки вызовов от поступления запроса в систему до внесения в базу данных результатов реагирования;
- Контроль над действиями спецслужб, так как каждый этап приёма и реагирования всегда можно отследить и оценить правильность принятых действий и их эффективность[56].

Информационные
- «Система-112» собирает и сохраняет все поступившие вызовы в единое пространство хранения;
- Единый номер позволяет оценить ситуацию по безопасности в каждом регионе[55].

Коммуникационные
- Улучшает взаимодействие всех спецслужб и налаживает обмен информацией с целью организации максимально эффективного реагирования;
- Система может информировать население о ЧС в определённом районе — с помощью обзвона или рассылки SMS-оповещений[55].

Политические
- Интеграция со странами, которые активно пользуются «Системой-112»;
- Улучшение безопасности в стране в целом[56].

Технологические
- Создание новых технических решений, соответствующих требованиям, прописанным в нормативных документах;
- Совместная работа всех операторов связи и поставщиков оборудования[56].

## Схемы приёма и обработки вызовов

Единый номер экстренного реагирования, 2015 год

Для внедрения и оптимальной работы номера «112» выделены схемы построения системы, которые используются в разных странах. Так, в Европе активно применяется централизованная схема, которая оптимальна для работы в небольших территориях с высокой плотностью населения. Её основной особенностью является наличие единого центра обработки вызовов (ЦОВ) и центра обработки данных (ЦОД). Эта схема экономически выгодна, но из-за того, что регионы всегда вынуждены обращаться к центру, падает надёжность сети и значительно возрастает объём трафика. Основными преимуществами данной схемы являются:
- единый логический центр обработки вызовов, который обеспечивает единое качество обслуживания граждан;
- муниципальные образования, расположенные на территории субъекта, не несут дополнительных затрат на создание инфраструктуры «Системы-112».

Децентрализованная (распределённая) схема содержит как локальные так и местные центры обработки данных, которые объединены с единым региональным ЦОД. Построение системы по данной схеме позволяет максимально учитывать географические и экономические особенности региона, но увеличивает длительность этапа проектирования.
Также существует облачная схема построения, которая предполагает использование «облачной» платформы. В данном случае услуги центров обработки вызовов и данных предоставляются на базе облачного сервиса, что освобождает регионы от необходимости приобретать серверное оборудование. Облачная схема экономически эффективна и позволяет быстро внедрять систему. Однако большим минусом её использования является зависимость от провайдера.

## Информирование населения
Для информирования населения Европы был создан сайт SOS112.info, на котором содержится информация о работе и основный возможностях службы. За анализом и оценкой работы национальных систем общественной безопасности следит Европейская ассоциация по вопросам чрезвычайного номера 112. Во многих странах при пересечении внешних и внутренних границ каждый абонент в качестве приветствия получает сообщение с информацией о том, по какому номеру нужно звонить при экстренных ситуациях.
В 2009 году в Европе (в России с 2014 года) для популяризации экстренного номера был выбран «День телефона спасения 112», который отмечается ежегодно 11 февраля. Дата была подобрана специально: 11-е число 2-го месяца складываются в единый номер. В этот день во многих странах для информирования населения проводятся различные мероприятия, посвящённые системе 112, как символу помощи и поддержки в экстренных ситуациях.

## Список стран
Многие страны и государства, после принятия в Европе единого номера «112», начали его использовать на своих территориях, совместно с другими номерами вызова экстренных служб (более 50 государств, включая Россию). Среди них:
|                  | Страны и государства, в которых работает номер «112» |
| ---------------- | --- |
| Африка           | Египет, Гана, Маврикий, Нигерия, Руанда, Сенегал, Южно-Африканская Республика |
| Азия             | Армения, Азербайджан, Китай, Восточный Тимор, Гонконг, Индия, Индонезия, Иран, Израиль, Иордания, Казахстан, Кувейт, Кыргызстан, Ливан, Макао, Малайзия, Монголия, Непал, Палестина, Саудовская Аравия, Южная Корея, Шри-Ланка, Сирия, Объединённые Арабские Эмираты, Узбекистан, Оман |
| Европа           | Албания, Андорра, Австрия, Беларусь, Бельгия, Босния и Герцеговина, Болгария, Хорватия, Республика Кипр, Чехия, Дания, Эстония, Финляндия, Франция, Германия, Гибралтар, Грузия, Греция, Венгрия, Исландия, Ирландия, Италия, Республика Косово, Латвия, Лихтенштейн, Литва, Люксембург, Мальта, Молдова, Монако, Черногория, Нидерланды, Северная Македония, Норвегия, Польша, Румыния, Португалия, Россия, Сербия, Словакия, Словения, Испания, Швеция, Швейцария, Турция, Украина, Великобритания, Ватикан |
| Северная Америка | Канада, Коста-Рика, Доминиканская Республика, Панама, Соединённые штаты Америки, Мексика |
| Океания          | Австралия, Новая Зеландия, Вануату |
| Южная Америка    | Аргентина, Бразилия, Чили, Колумбия, Эквадор |